# Horacio Cartes
Horacio Manuel Cartes Jara (Assunção, 5 de julho de 1956) é um empresário e político paraguaio filiado ao Partido Colorado. Foi presidente de seu país de 2013 até 2018, eleito nas eleições gerais no Paraguai em 2013 com 45,83% dos votos. Seu adversário Efraín Alegre, do Partido Liberal Radical Autêntico (PLRA), da coligação Aliança Paraguai, ficou em segundo lugar no pleito, com 36,92% dos votos. Deixou o cargo no dia 15 de agosto de 2018.
Cartes é dono de cerca de duas dezenas de empresas em seu conglomerado, incluindo tabaco, refrigerantes, produção de carne, e bancos. Ele é o atual presidente do Club Libertad (Equipe de Futebol do Paraguai) desde 2001.

## Carreira empresarial
O pai de Cartes era o proprietário de uma companhia de franquia da Cessna Aircraft. Horacio Cartes estudou engenharia aeronáutica nos Estados Unidos. Com dezenove anos começou um negócio de câmbio de moeda que tornou-se o atual Banco Amambay. Nos anos seguintes, Cartes adquiriu ou ajudou a criar 25 empresas, entre elas a Tabacalera del Este (Tabesa), maior fabricante de cigarros do país, e uma grande empresa de engarrafamento de suco de frutas.
Magnata do tabaco, preside desde 2001 o Club Libertad, equipe de futebol do Paraguai.
Em 2000, a polícia antidrogas apreendeu um avião que transportava cocaína e maconha em seu rancho. Cartes alegou que o avião fez um pouso de emergência em seu complexo e que não tinha envolvimento com o tráfico de drogas e era contra a legalização das drogas.
Conforme dados de 2010 revelados pelo Wikileaks, Cartes é investigado por lavagem de dinheiro.

## Carreira política
Até 2008, Cartes não estava envolvido na política e nem sequer era registrado como eleitor. Em 2009, ingressou no Partido Colorado, de orientação de centro-direita, afirmando que tinha o objetivo de mudar a atual inclinação para a esquerda na política latino-americana. Criou sua reputação como um político eficiente e como  representante de uma nova geração não comprometida com a história recente do partido, que  apoiou a ditadura militar de Alfredo Stroessner até 1989. Sua capacidade como empresário bem-sucedido ajudou-o a ganhar a indicação de seu partido para a eleição presidencial de 2013.
Os pontos convincentes de sua campanha foram as promessas de levantar capital privado para melhorar a infraestrutura do país, de modernização das empresas de actividades públicas e de atrair investimentos internacionais para criar empregos. Em 21 de abril de 2013, foi eleito presidente do Paraguai com 45,83 por cento dos votos, aproximadamente nove por cento a mais que o segundo colocado.
Conservador em termos morais, declarou, durante a campanha eleitoral, que "atiraria nos próprios testículos" caso tivesse um filho gay. Comparou os gays a macacos e considera o apoio ao casamento entre pessoas do mesmo sexo "o fim do mundo".
A 10 de maio de 2017, por ocasião da sua visita oficial a Lisboa, foi agraciado com o Grande-Colar da Ordem do Infante D. Henrique, de Portugal.